# Amblyaspis thoracica
Amblyaspis thoracica är en stekelart som beskrevs av Peter Neerup Buhl 2001. Amblyaspis thoracica ingår i släktet Amblyaspis och familjen gallmyggesteklar. Inga underarter finns listade i Catalogue of Life.